# Saleh Al-Shehri
Saleh Khalid Mohammed Al-Shehri (født 1. november 1993) er en saudiarabisk professionel fodboldspiller, som spiller for Saudi Pro League-klubben Al-Hilal og Saudi-Arabiens landshold. 